# فستوس ازلی
فستوس ازلی (انگلیسی: Festus Ezeli؛ زادهٔ ۲۱ اکتبر ۱۹۸۹) بازیکن بسکتبال اهل نیجریه است.
از باشگاه‌هایی که در آن بازی کرده‌است می‌توان به پورتلند تریل بلیزرز و گلدن استیت واریرز اشاره کرد.